# Hypotuerta
Hypotuerta là một chi bướm đêm thuộc họ Noctuidae.

## Các loài
- Hypotuerta transiens Hampson, 1901